# Zoe Terakes
Zoe Terakes   (Sydney, 22 de març de 2000) és una persona no-binària australiana que actua professionalment. Destaca per haver interpretat Reb Keane a la sèrie Wentworth. Terakes és trans masculí no binari i va sortir de l'armari a la indústria de la interpretació als 19 anys.
Va completar el seu HSC amb 16 anys mentre apareixia a l'escenari a Panorama des del pont, una producció de teatre a Sydney del director Iain Sinclair. Aquesta producció va portar Terakes a rebre els premis de teatre de Sydney a la millor actriu secundària en una producció independent i, com a guanyador conjunt, el premi al millor novell. La producció també va atorgar-li una nominació al premi Helpmann.
Terakes no s'havia plantejat la interpretació com a carrera professional fins que el seu professor de teatre d'11è curs va recomanar-li de visitar un agent que va acabar assegurant-li feina.
Als 17 anys, va fer el seu debut a la pantalla en el paper de Pearl Perati, una adolescent sense llar, a Janet King d'ABC al costat de Marta Dusseldorp.
Altres crèdits teatrals de Terakes inclouen Metamorphoses i The Wolves per a The Old Fitz i la producció teatral d'Henrik Ibsen d'A Doll's House Part 2 a la Melbourne Theatre Company.
Terakes va interpretar l'home transgènere Reb Keane a la vuitena temporada de la sèrie de televisió australiana Wentworth, amb una recepció excel·lent. Sobre l'experiència d'obtenir el paper, Terakes va afirmar: "Vaig lluitar molt per això. Vaig enviar un correu electrònic als productors per fer-los saber l'important que era tenir una persona trans que explicava aquesta història. També va ser terrorífic, perquè de sobte vaig tenir el paper i vaig sentir el pes de la comunitat trans sobre les meves espatlles. No volia equivocar-me". El seu personatge, Reb, era un home trans i tenia por de ser condemnat a presó després d'un robatori.
El 2020, es va estrenar el llargmetratge Ellie & Abbie (& Ellie's Dead Aunt) on Terakes fa el paper principal d'Abbie. El mateix any, va aparèixer al drama de Foxtel sobre l'eutanàsia titulat The End.
L'any 2021, Terakes va interpretar el personatge de Glory a Nine Perfect Strangers, junt a Nicole Kidman, Asher Keddie i Melissa McCarthy.